# Ipomoea plummerae
Ipomoea plummerae es una especie fanerógama de la familia Convolvulaceae.

## Clasificación y descripción de la especie
Hierba postrada o decumbente, perenne; tallo más o menos lignescente en la base, ramificado, glabro; hoja palmatisecta, segmentos 5 a 9, lineares, de  (0.3)0.5 a 1.6(2) cm de largo, de 0.2 a 0.5 cm de ancho, los exteriores más cortos que los interiores, ápices obtusos; flores solitarias; Sépalos subiguales, de 3 a 7 mm de largo, los exteriores ligeramente más  cortos  que  los  interiores,  elípticos,  los  interiores lanceolados, membranáceos, glabros; corola con forma de embudo (infundibuliforme), de 1.8 a 2.6 cm de largo, de color rojo vino a purpúrea, tubo rosado; el fruto es una cápsula globosa a subglobosa, de 4 a 6 mm de diámetro, bilocular, con 4 semillas de 3 a 5 mm de largo, más o menos puberulentas.

## Distribución de la especie
Esta especie es un taxón americano con distribución disyunta, que se encuentra desde el norte hasta el sur del continente americano. En Estados Unidos se localiza en Arizona y Nuevo México, en México, se ha registrado en la Faja Volcánica Transmexicana y en la Sierra Madre del Sur, en los estados de Chihuahua, Coahuila, Nuevo León, San Luis Potosí, Jalisco, Michoacán, México, Distrito Federal y Veracruz, y en Sudamérica en Perú, Bolivia y el norte de Argentina.

## Ambiente terrestre
Se desarrolla en zonas de encinares y pinares, en un rango altitudinal que va de los 2000 a los 2400 m de altitud. Florece de julio a septiembre.

## Estado de conservación
No se encuentra bajo ningún estatus de protección.